# La Fille bien gardée
La Fille bien gardée est une comédie-vaudeville en un acte d'Eugène Labiche, en collaboration avec Marc-Michel, représentée pour la première fois le 6 septembre 1850 au théâtre du Palais-Royal à Paris.

## Argument
La baronne de Flasquemont part en soirée, elle laisse la garde de sa fille à ses deux serviteurs, Saint-Germain et Marie. Comme la petite dort, les deux jeunes gens pensent aller chez Mabille, un bal parisien populaire. Mais la petite se réveille et veut les accompagner.
Après beaucoup d'agitation, ils partent tous les trois. Mais Madame revient et Saint-Germain doit cacher à sa maîtresse le départ de sa fille. Berthe revient avec un carabinier, et la soirée sera longue.

## Distribution
| Acteurs et actrices ayant créé les rôles |                   |
| Personnage                               | Acteur ou actrice |
| Saint-Germain, chasseur de la baronne    | Grassot           |
| Rocambole, carabinier                    | M. Masson         |
| La baronne de Flasquemont                | Mme Thierret      |
| Berthe, sa fille (sept ans)              | Céline Montaland  |
| Marie, femme de chambre                  | Mme Dupuis        |

## Citation
Saint-Germain à la baronne : « Pour ce qui est de l'attachement aux maîtres, je rendrais des points à un caniche » (scène 7).